# Jan Sosiński
Jan Sosiński (ur. 25 lipca 1958 w Łodzi) – polski reżyser, dokumentalista i realizator telewizyjny.

## Życiorys
Ukończył Wyższe Studium Realizacji Telewizyjnej PWSFTviT w Łodzi (1990). Od lat 80. XX w. pracował w Wytwórni Filmów Dokumentalnych i Fabularnych. W latach 1985–1986 studiował reżyserię telewizyjną w Leningradzie. Od 1987 pracował w Telewizji Polskiej, gdzie reżyserował program „Pegaz” (1992). Był także, głównym reżyserem i dyrektorem artystycznym Warszawskiego Ośrodka TVP (1993–1995). Od połowy lat 90. współwłaściciel firmy producenckiej NC Productions.

### Życie prywatne
Mąż dziennikarki – Katarzyny Nazarewicz, z którą ma dwóch synów, Michała i Wiktora.

## Wyróżnienia
- Nagroda Główna i Srebrny Krakowski Lajkonik za film Czarne tulipany na XXX Festiwal Filmów Krótkometrażowych (Kraków 1997),
- II nagroda na III Festiwalu Filmów Dokumentalnych „Rozstaje Europy” za film W poszukiwaniu utraconych lat (Lublin 2002)[5],
- Nagroda Główna „Złoty Nurt – Wydarzenie Nurt 2017” na Festiwalu Form Dokumentalnych „Nurt” (Kielce 2017)[6]
- Wyróżnienie SDP im. Macieja Łukasiewicza za cykl programów telewizyjnych „Archiwum zimnej wojny”; wspólnie z Andrzejem Mietkowskim (2019)[1].

## Reżyseria
- Tyle nut ile trzeba (1991),
- Tyrmand (1992),
- „...Wszyscy jesteśmy romantyczni...” – Tadeusz Nalepa (1992),
- Kalina (1992),
- Miron (1993),
- W filmie nikt nie umiera (1993),
- Rembek (1993),
- Pan na księżycu (1993),
- Inny świat (1993),
- Historia Polskiego Radia (1993),
- Teatr jest w nas (1994),
- Trzeba latać za wysoko. Stanisław Radwan (1996),
- Mickiewicz (1996),
- Czarne Tulipany (1996),
- 8 mm pamięci (1996),
- Juliusz Słowacki (1997),
- Już w lutym rozbierałem chałupę (1997),
- Artysta variete. Wacek Kisielewski (1997),
- Benedyktyni (1997),
- Tato, pamiętasz? (1998),
- Guziki (1999),
- Opowiem wam o Marku (1999),
- Kobiety, gazety i łzy (2000),
- W poszukiwaniu utraconych lat (2001),
- Jesteśmy w Europie (2003),
- Delegacja (2003),
- Pół życia w ciemnościach (2003),
- Męka i udręka w mieście Kalisz (2004),
- Wypracowanie (2005),
- 3 historie o kropeczkach (2005),
- Bóg jest z nami, mężczyznami (2005),
- Perła (2006),
- Gwiazdor. Aleksander Wolszczan (2006),
- Kapela ze Wsi Warszawa w podróży (2006),
- Uśmiech na ustach, a w oczach łzy (2008),
- Dziewiąte (2008),
- Harmonia chaosu. Nigel Kennedy (2010),
- Radio wolności. Tu rozgłośnia polska radia Wolna Europa (2012),
- Nie zrozumiesz mnie (2014),
- Moi Rollingstonsi (2017),
- Droga między nutami. Zygmunt Krauze (2018),
- Operacja Opera (2019),
- Przerwana Podróż (2019),
- Słowa jak dźwięki (2019)[1].